# الینا کولومر
الینا کولومر (اسپانیایی: Elina Colomer‎؛ ۱۹۲۲ – ۲ ژانویه ۱۹۸۷) بازیگر اهل آرژانتین بود.
از فیلم‌هایی که وی در آن نقش داشته است، می‌توان به فقر مقدس من و کنت مونت کریستو اشاره کرد.